# 254
Évszázadok: 2. század – 3. század – 4. század
Évtizedek: 200-as évek – 210-es évek – 220-as évek – 230-as évek – 240-es évek – 250-es évek – 260-as évek – 270-es évek – 280-as évek – 290-es évek – 300-as évek
Évek: 249 – 250 – 251 – 252 –  253 – 254 – 255 – 256 – 257 – 258 – 259

## Események

### Római Birodalom
- Valerianus császárt és fiát Gallienus tárcsászárt választják consulnak.
- A birodalom továbbra is súlyos helyzetben van: az északi határokon Gallienus hárítja a germánok (gótok, alemannok, frankok, markomannok) betöréseit, Valerianus pedig keleten sereget gyűjt a Szíriát megszálló perzsák elleni harchoz. Eközben a lakosságot a Ciprián-féle járvány tizedeli.
- Meghal I. Lucius pápa. Utóda archidiakónusa, I. István. Vitában állt  Carthagói Cyprianus püspökkel, a vita tárgya annak a kérdése volt, hogy mi történjék azokkal, akik Decius császár rendeletét követően a börtön vagy kivégzés fenyegetésére áldoztak a pogány isteneknek.[1]

### Kína
- Vej állam nagyhatalmú régense, Sze-ma Si arra gyanakszik, hogy a már 22 éves Cao Fang császár és minisztere, Li Fang ellene szervezkedik. Kihallgatás közben agyonveri kardmarkolatával Li Fangot, majd kivégezteti annak szövetségeseit és elűzi Csang császárnét (aki az egyik szövetséges lánya volt).
- Cao Fang híveivel összeesküvést szervez Sze-ma Si eltávolítására, de a végrehajtással habozik és a terv a régens fülébe jut. Sze-ma Si megbuktatja a császárt és annak 13 éves unokatestvérét, Cao Maót helyezi a trónra.

## Halálozások
- március 5. – I. Lucius, Róma püspöke[1]
- Pharzanzész, boszporoszi király

## Fordítás
- Ez a szócikk részben vagy egészben  a(z)   254 című német Wikipédia-szócikk ezen változatának fordításán alapul.  Az eredeti cikk szerkesztőit annak laptörténete sorolja fel. Ez a jelzés csupán a megfogalmazás eredetét és a szerzői jogokat jelzi, nem szolgál a cikkben szereplő információk forrásmegjelöléseként.